# Diana Arrechea
Diana Arrechea (Candelaria, Valle del Cauca, 14 de septiembre de 1994) es una voleibolista colombiana. Actualmente hace parte de la selección femenina de voleibol de Colombia. Participó en el Campeonato Mundial de Voleibol Femenino Sub-23 de 2015 y en el Grand Prix de Voleibol de 2015.